# Charles Turner
Charles Henry Turner (Newburyport, 7 aprile 1848 – Boston, 24 novembre 1908) è stato un pittore statunitense.

## Biografia
Charles Henry Francis Turner  fu un noto ritrattista, pittore di genere e illustratore. Utilizzò sia l'olio che l'acquarello e si accostò anche alla tecnica pirografica, creando diverse opere di buon livello.

Turner iniziò i suoi studi d'arte nel 1877 con Otto Grundmann (1844-1890), fondatore della Boston School presso il Boston Museum of Fine Arts.

Nel 1880 si recò in Europa, dove studiò con ammirazione i grandi capolavori della pittura e, in particolare, trasse ispirazione dai ritratti dei celebri maestri francesi. 

Rientrato in patria, visse e lavorò fra Boston e Jackson (New Hampshire), esponendo le sue opere a Filadelfia, a New York e, ovviamente, a Boston. Si unì poi alla White Mountain School of Painting.

Turner fu altresì membro dello Unity Art Club, del quale assunse in seguito anche la presidenza.
Durante il suo soggiorno europeo conobbe la tecnica pirografica: le mostre francesi delle prime realizzazioni al pirografo destarono il suo interesse ed egli si produsse in tre noti ritratti di soggetti femminili europei, eseguiti con il pirografo. Con la stessa tecnica, un giorno decorò una scatola rivestita in quercia, sulla quale scrisse:  «Questa scatola è stata decorata con il pirografo da me Charles H. F. Turner per la mia nipotina Elisa, 1901.»
Sposò Elise Clementine Augusta Hagedorn, di origini tedesche, nata a Stadthagen, dalla quale ebbe due figli: Gertrude e Charles. Morì sessantenne a Boston.

## Galleria d'immagini

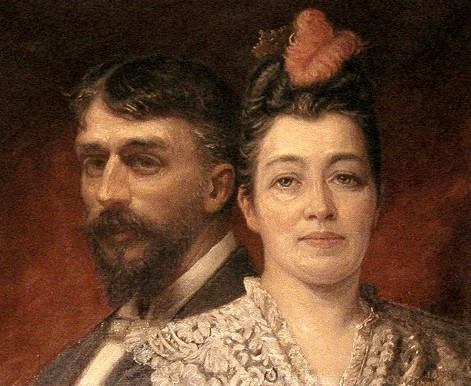
L'artista e sua moglie Elisa
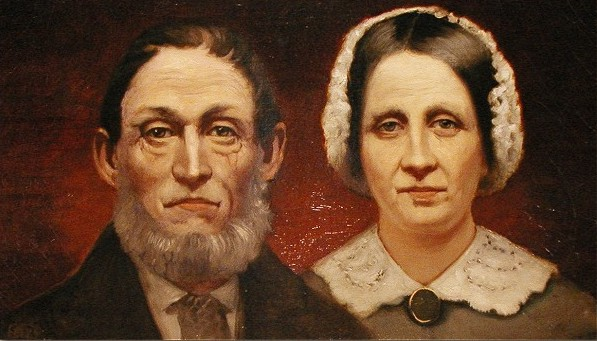
William Gross e sua moglie
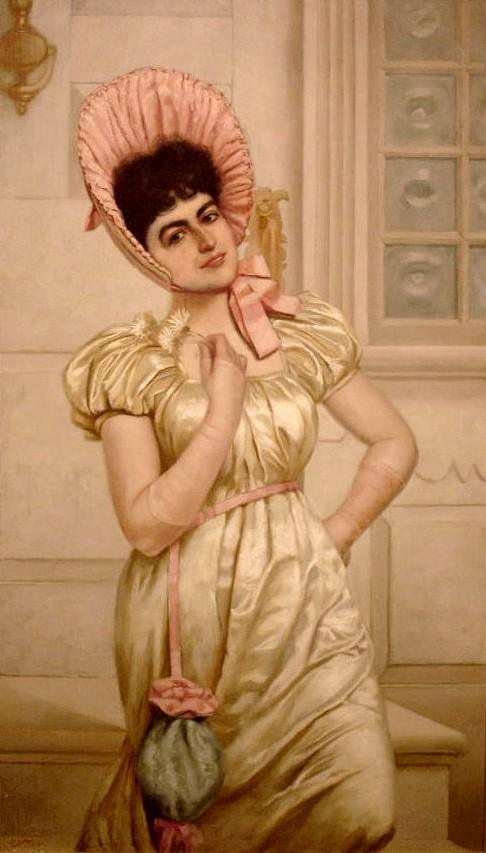
Civetteria coloniale
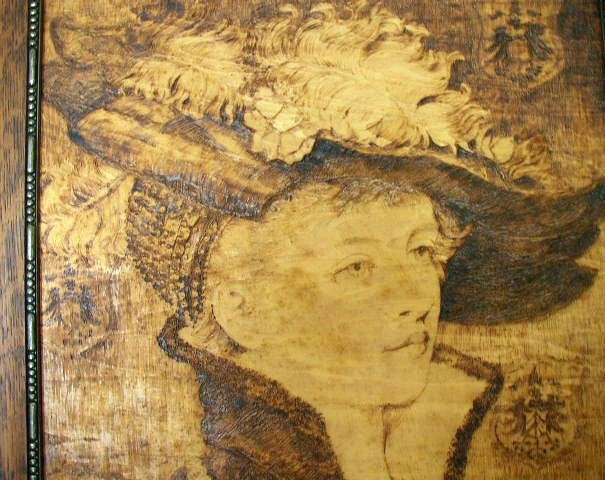
Signora con cappello piumato (pirografia)